# Nina Sergueieva
Nina Alexeievna Sergueieva (Сергеева, Нина Алексеeвна) est une artiste peintre soviétique de Russie née le 15 avril 1921 à Donetsk (URSS) et morte en 1994.

## Biographie
Née à Donetsk où son père, Alexeï Petrovitch Sergueiev, est ingénieur et sa mère, Helena Ivanovna Sergueieva, violoniste et chef d'orchestre, Nina Sergueieva reçoit naturellement une éducation culturellement orientée vers la musique, apprenant et pratiquant la danse classique avant que son attirance plus réelle vers la peinture ne la fasse, au terme d'études secondaires à Donetsk (1928-1938), élève de Pavel Iakovlevitch Pavlinov (1881-1966) et de Nikolaï Semenovitch Samokich (1860-1944) à l'Institut des beaux-arts de Kharkov de 1940 à 1945, puis qu'elle entre à l'Institut des beaux-arts Sourikov de Moscou où jusqu'en 1950 elle a pour maître Igor Grabar (1871-1960).

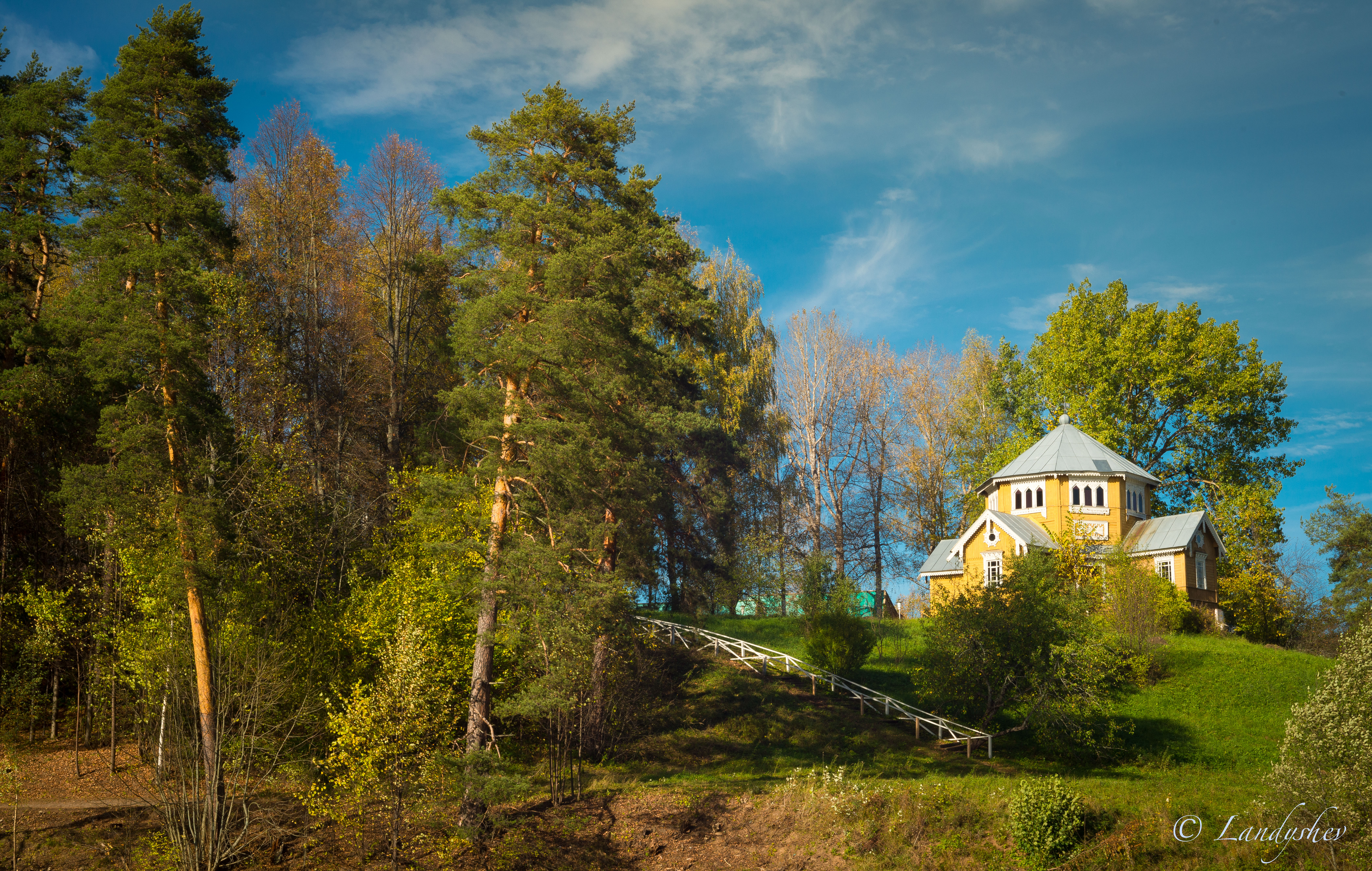
Datcha académique Ilia-Répine

Nina Sergueieva devient membre de l'Union des artistes de Moscou en 1951, membre de l'Union des artistes soviétiques en 1954. Ses séjours à la datcha académique Ilia-Répine (en) (Academitcheskaïa Datcha (ru), lieu de pratique picturale intensive surnommé le « Barbizon russe », ses nombreux voyages qui suivront dans toutes les régions d'Union Soviétique puis en Europe (elle effectue son premier séjour en France en 1975), contribuent à ce que, prenant ses distances avec le réalisme socialiste, elle s'oriente vers le post-impressionnisme qui va la caractériser.
De 1974 à 1984, Nina Sergueieva préside le Comité de l'Union des artistes de Moscou pour le développement de l'art et de la culture dans les provinces. Elle partage ensuite sa vie entre Moscou et la région de Yalta, au bord de la Mer Noire.

## Expositions personnelles
- Palais de la culture de Degtyarskoe (oblast de Sverdlovsk), 1956.
- Galerie d'art de Liyalovo, Moscou, 1959.
- Musée d'art régional de Donetsk, 1968.
- Galerie Natalie Boldyreff, Paris, à partir de 1986, 1994, 1996.
- Maison centrale des artistes, Moscou, 1987.
- Expositions à Moscou, Norilsk, Donetsk et Kramatorsk, 1989.

## Expositions collectives
- Exposition d'art de toute l'Union, Moscou, 1950, 1951.
- Festival mondial de la jeunesse et des étudiants, Berlin en 1951, Varsovie en 1954.
- Les quarante ans de la Grande Révolution socialiste, Moscou, 1957.
- Les cent ans de Lénine, Moscou, 1970.
- La terre et le peuple, Moscou, 1985.
- Exposition itinérante : L'Union des artistes de Moscou, Bielorussie, France, Italie, Belgique, Japon, 1986-1987.
- Salon d'art et d'antiquités de Moscou, mars 2001.
- Exposition russe, MVK Fine Art, Crauthem (Luxembourg), décembre 2008.

## Musées et collections publiques
- Galerie d'art d'Angarsk.
- Musée régional des beaux-arts d'Arkhangelsk.
- Galerie d'art du peuple, Dolgoproudny.
- Musée d'art régional de Donetsk.
- Galerie d'art de la ville de Kamychine.
- Musée d'art de Kramatorsk.
- Galerie d'art régional de Kurgan.
- Galerie Tretiakov, Moscou.
- Musée Russe, Moscou.
- Collection de l'Union des artistes russes, Moscou.
- Ministère de la culture de la fédération de Russie, Moscou.
- Musée régional de Mourmansk.
- Galerie d'art nationale de Perm.
- Musée de l'Académie russe des beaux-arts de Saint-Petersbourg.
- Musée d'art de Sotchi.
- Galerie d'art régional de Vologda.
- Musée Ludwig, Cologne.

## Collections privées
- Collection d'art russe Gianni  Foraboschi, Lecco (Italie).

## Prix et distinctions
- Nommée "l'un des quarante meilleurs artistes d'URSS", 1989.
- Artiste du peuple de la fédération de Russie